# Emma Magnusson
Emma Magnusson, född 16 oktober 1985, är en svensk friidrottare (häcklöpare). Hon tävlar för IFK Växjö. 

## Personliga rekord
| Utomhus - 100 meter – 12,19 (Västerås 3 augusti 2008) - 200 meter – 24,79 (Stockholm 1 juli 2009) - 100 meter häck – 13,74 (Göteborg 30 augusti 2009) | Inomhus - 60 meter – 7,77 (Bollnäs 28 februari 2009) - 60 meter – 7,79 (Malmö 19 januari 2008) - 200 meter – 25,04 (Göteborg 9 februari 2008) - 60 meter häck – 8,63 (Bollnäs 1 mars 2009) |